# Universidade Estadual do Mississippi
A Universidade Estadual do Mississippi é uma universidade localizada no estado do Mississippi, Estados Unidos, na cidade de Starkville, situada 200 km a nordeste de Jackson e 37 km a oeste de Columbus. Em número de alunos, é a maior universidade do estado.